# Dave Lebling
Peter David Lebling (né le 30 octobre 1949) est un game designer et programmeur américain connu pour ses fictions interactives développées chez Infocom et Avid.
Il a notamment créé Zork I: The Great Underground Empire, Zork II: The Wizard of Frobozz, Zork III: The Dungeon Master, Starcross, Suspect, Spellbreaker, The Lurking Horror ou James Clavell's Shōgun.